# Georg Betz
Georg Betz (1903 – 1945) va ser un oficial de les SS nazis que va arribar al rang d'Obersturmbannführer. Betz serví com co-pilot personal d'Adolf Hitler i com substitut de Hans Baur. El 2 de maig de 1945, Betz va ser ferit i va morir en creuar el pont Weidendammer durant un atac de les tropes soviètiques.